# Hayato Araki
Hayato Araki (荒木 隼人 Araki Hayato?, Kadoma, Osaka, 7 de agosto de 1996) es un futbolista japonés que juega como defensa en el Sanfrecce Hiroshima de la J1 League de Japón.

## Trayectoria

### Clubes
| Club                | País  | Año   |
| ------------------- | ----- | ----- |
| Sanfrecce Hiroshima | Japón | 2019- |

## Palmarés

### Títulos nacionales
| Título             | Club                | País  | Año  |
| ------------------ | ------------------- | ----- | ---- |
| Copa J. League     | Sanfrecce Hiroshima | Japón | 2022 |
| Supercopa de Japón | Sanfrecce Hiroshima | Japón | 2025 |

### Títulos internacionales
| Título                                | Club (*)           | País          | Año  |
| ------------------------------------- | ------------------ | ------------- | ---- |
| Campeonato de Fútbol de Asia Oriental | Selección de Japón | Japón         | 2022 |
| Campeonato de Fútbol de Asia Oriental | Selección de Japón | Corea del Sur | 2025 |

(*) Incluyendo la selección.